# 청평사
청평사(淸平寺)는 강원특별자치도 춘천시 북산면에 있는 대한불교조계종 소속의 사찰이다. 고려 광종대인 973년에 백암선원(白岩禪院)으로 창건되었다. 소양강댐 선착장에서 청평사로 가는 유람선을 탈 수 있다.
오랜 세월과 한국전쟁으로 인해 문수원기비와 국보였던 극락전 등이 불타 없어졌으며, 현재의 극락전은 최근에 다시 지은 것이다. 남아 있는 유물로는 회전문(보물 제164호), 삼층석탑, 진락공 부도, 환숙당 부도 등이 있다.
또한 고려시대에 관직에 있던 이자현이 벼슬을 버리고 숨어 지내던 문수원과 영지가 남아 있는데, 이곳은 고려시대의 정원을 알 수 있는 유적이다.

## 공주 설화

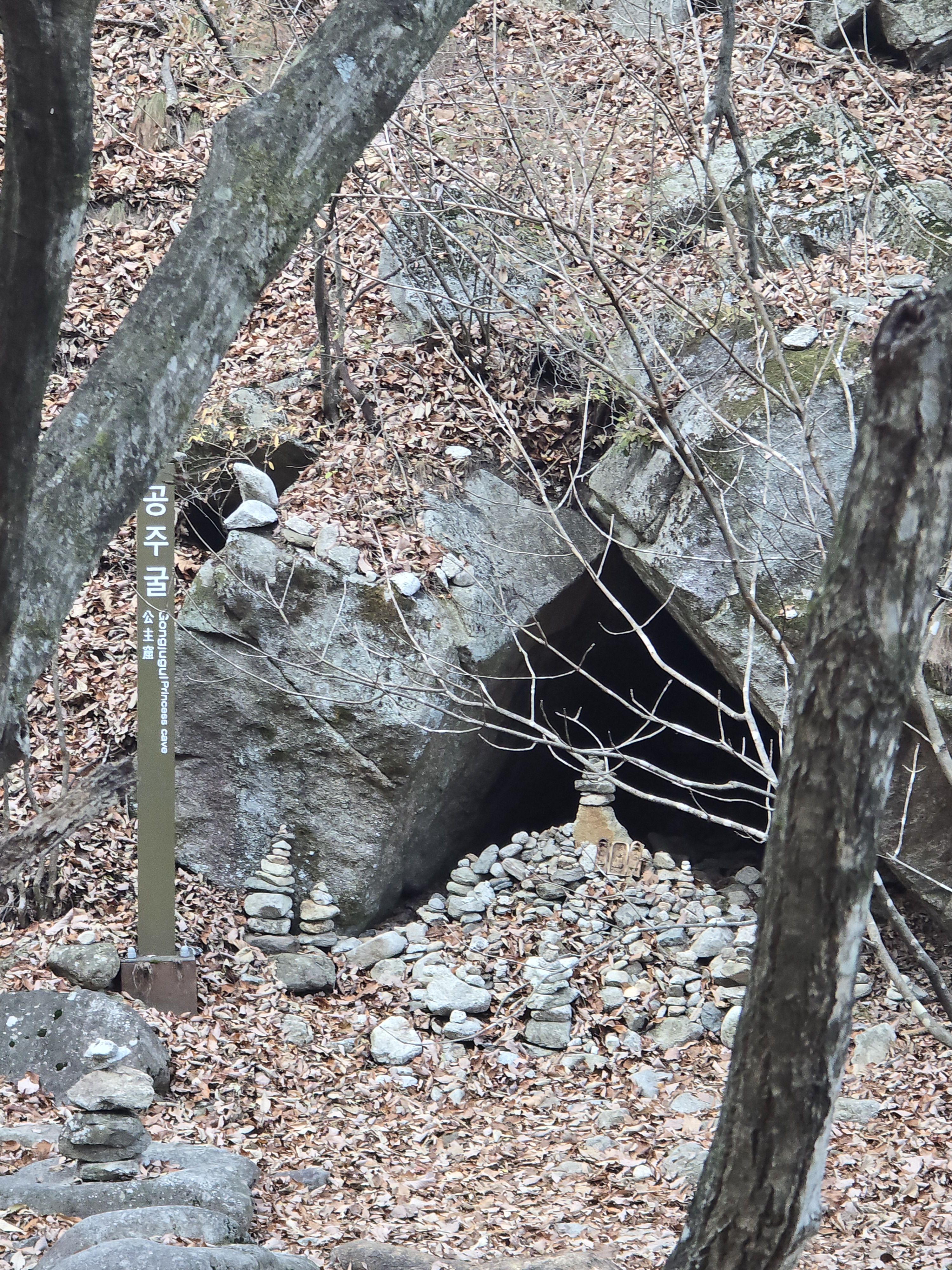
공주굴

신라 선덕여왕 때, 당나라 태종의 딸인 평양공주를 사랑한 청년이 처형된 후, 그 청년이 뱀으로 변해 공주의 몸에 붙어 떨어지지 않았다. 황제는 여러 방법으로 이를 해결하려 했지만 실패했고, 결국 신라의 승려을 통해 해결책을 찾았다. 공주는 청평사에 도착해 공주굴에서 하룻밤을 지냈다. 공주가 아침 종소리를 듣고 절에 가서 밥을 가져오겠다고 하자 상사뱀이 몸에서 떨어졌다. 공주는 절에서 기도를 드렸고, 상사뱀은 비와 함께 물에 떠내려가 죽었다. 이후 당 태종은 공주를 위해 화려한 법당을 짓게 했으며, 공주는 귀국하며 구성폭포 위에 삼층석탑을 세워 부처의 공덕을 찬양하였다. 이 일로 신라와 당나라의 관계가 급속히 친밀해져 신라의 삼국통일에 기여했다고 전해진다.

## 문화재
- 보물 제164호 - 춘천 청평사 회전문(春川 淸平寺 廻轉門)
- 명승 제70호 - 춘천 청평사 고려선원(春川 淸平寺 高麗禪園)
- 강원도 시도기념물 제55호 - 청평사지(淸平寺址)
- 강원도 문화재자료 제8호 - 청평사삼층석탑(淸平寺三層石塔)

## 갤러리

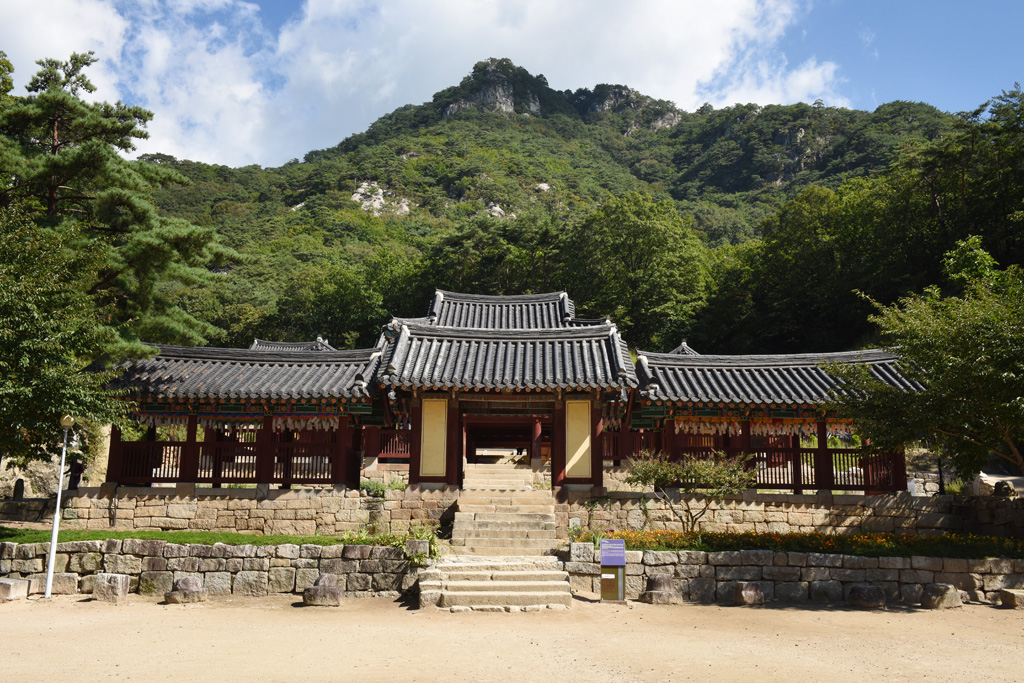
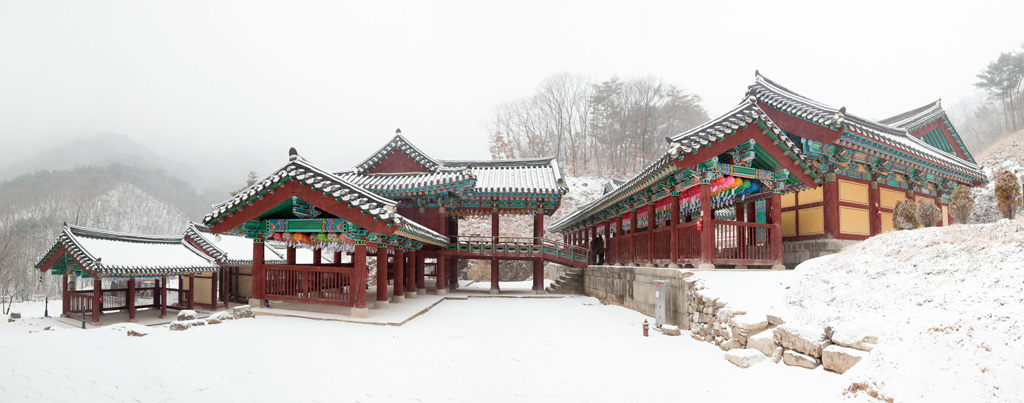
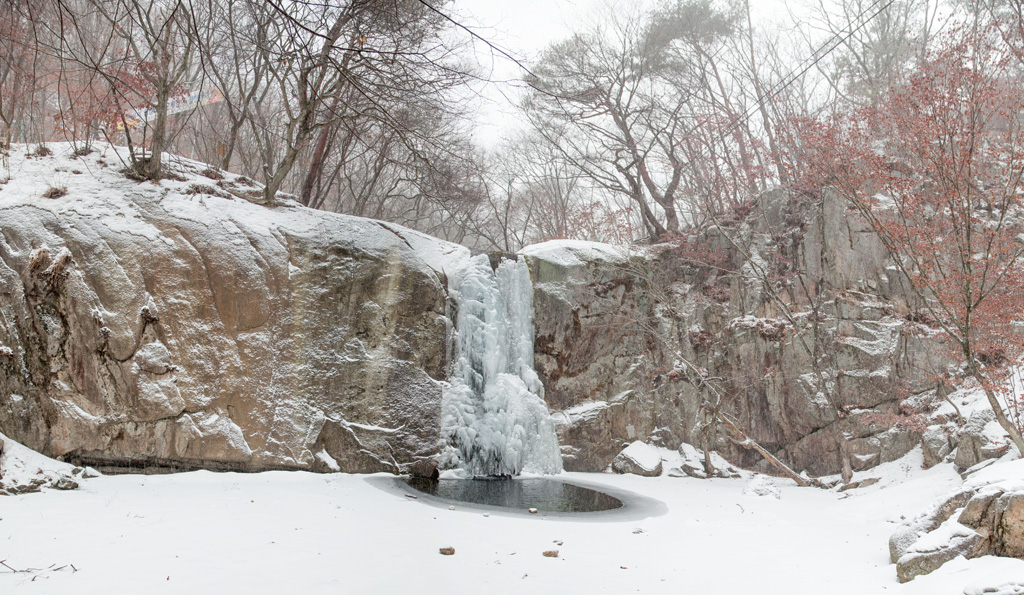
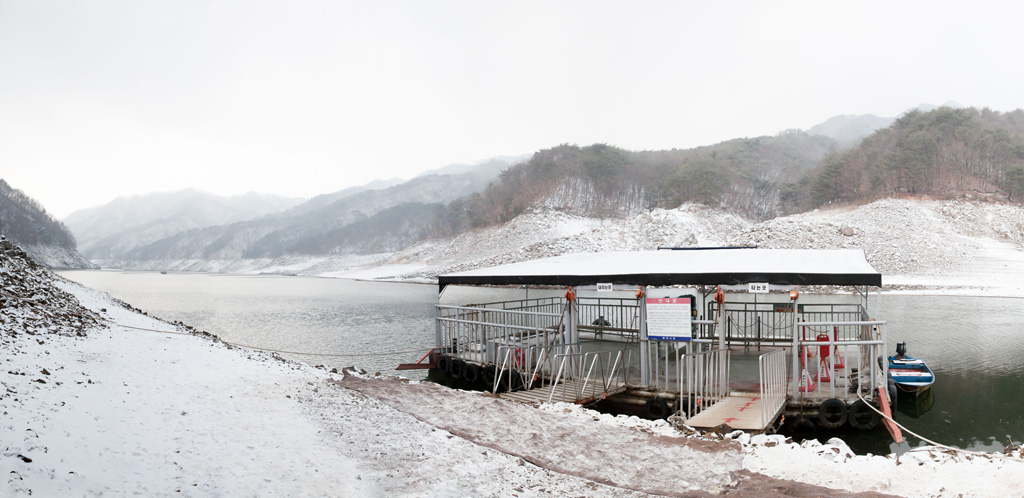
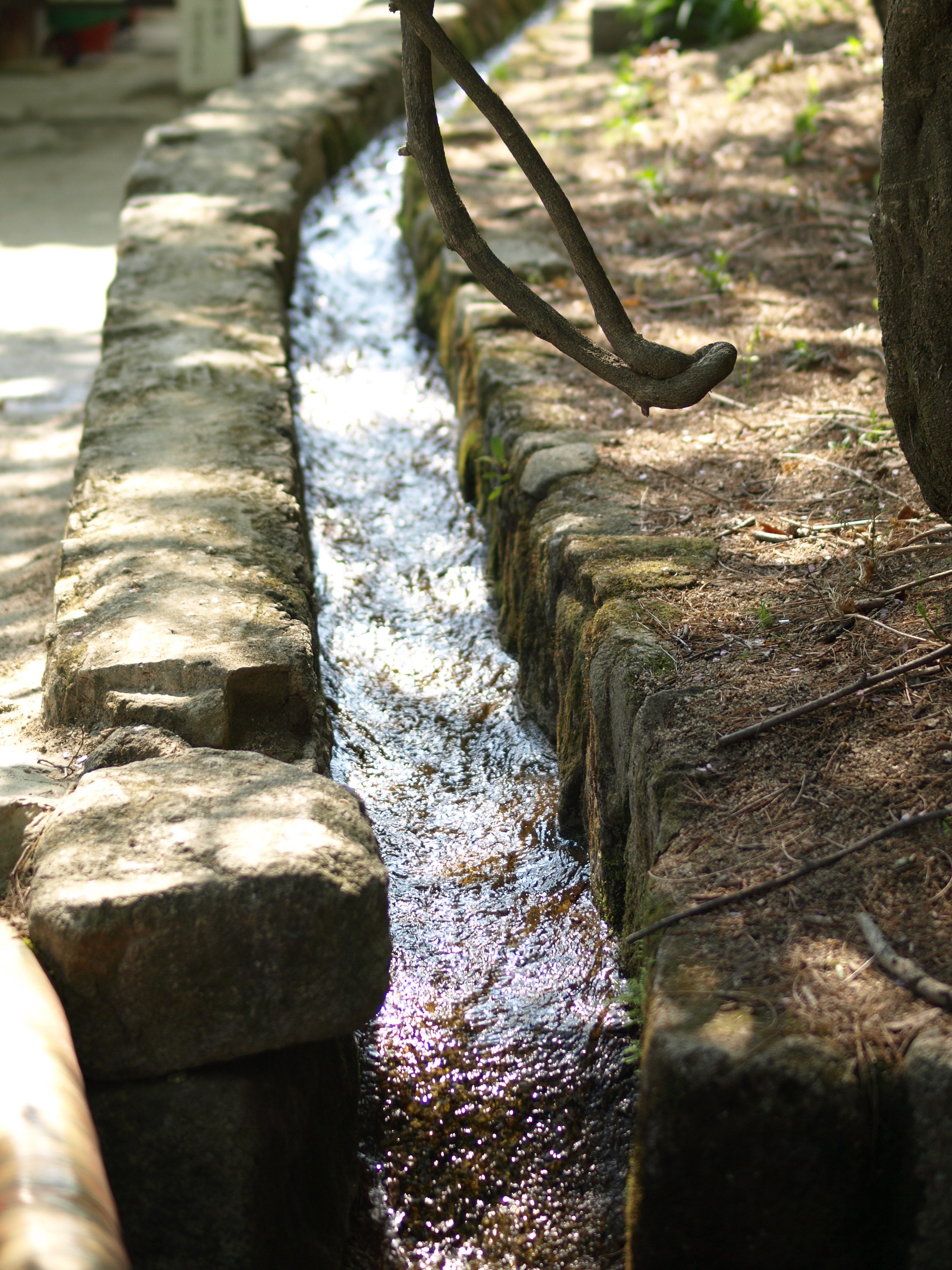
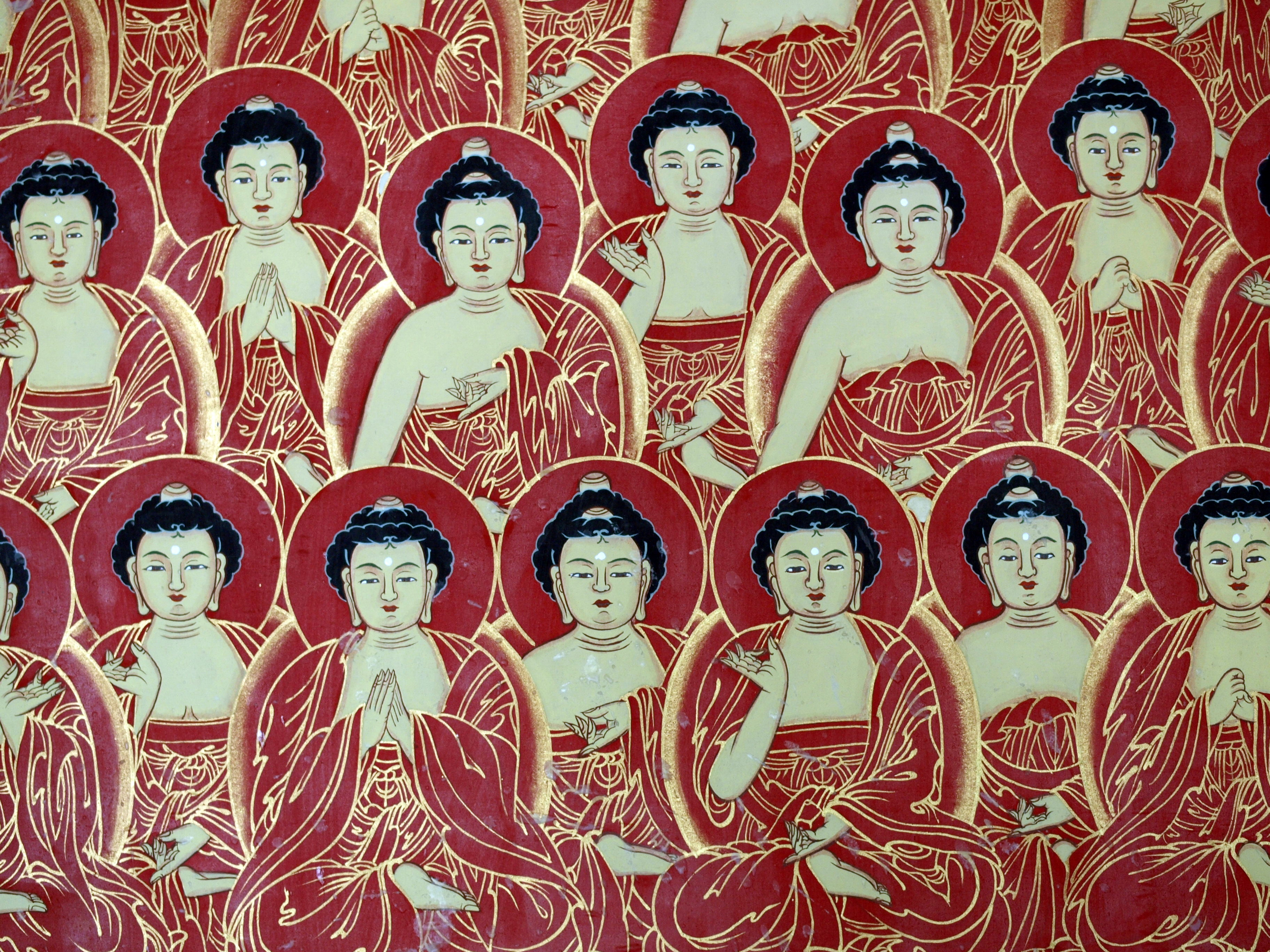
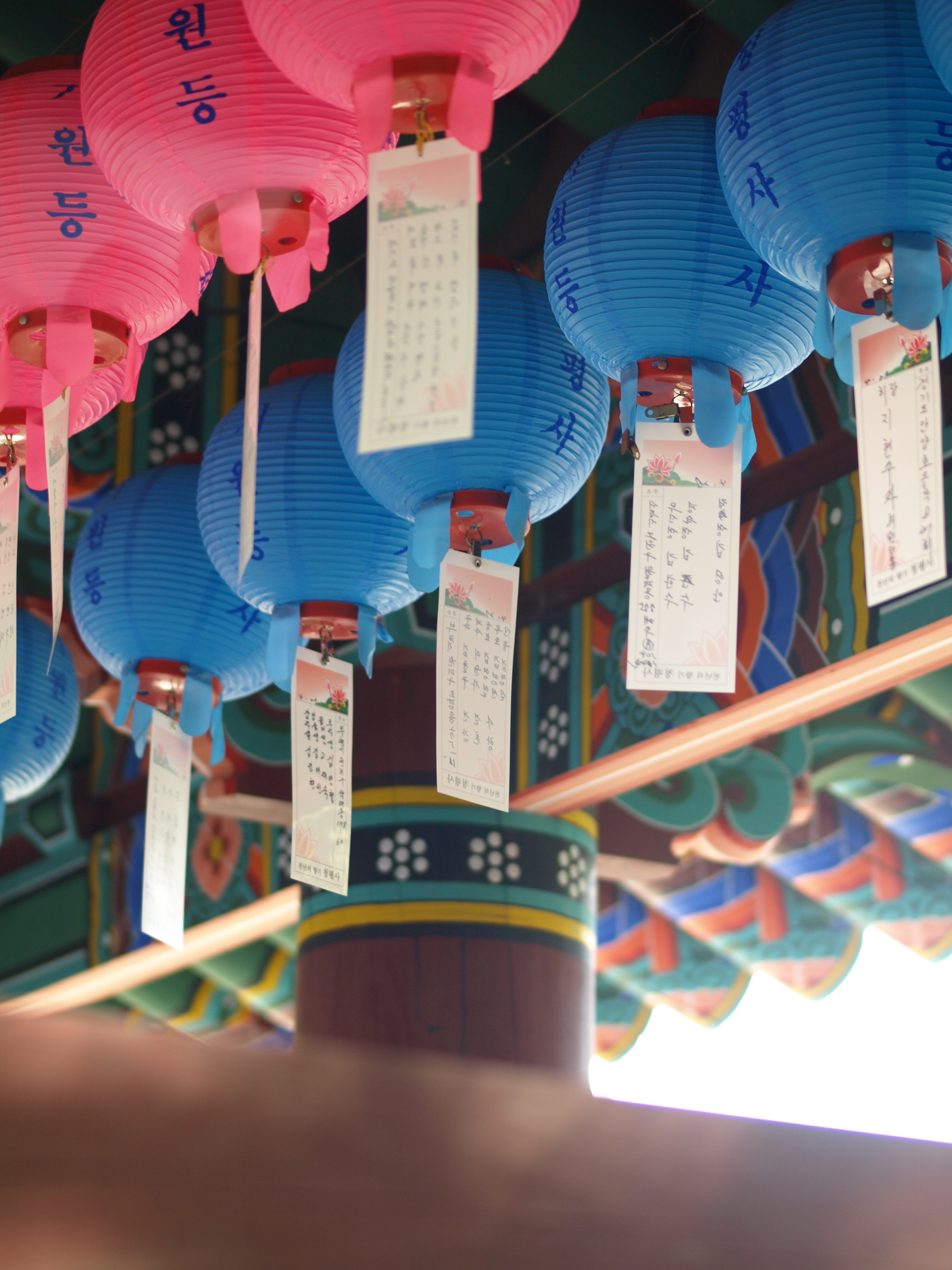
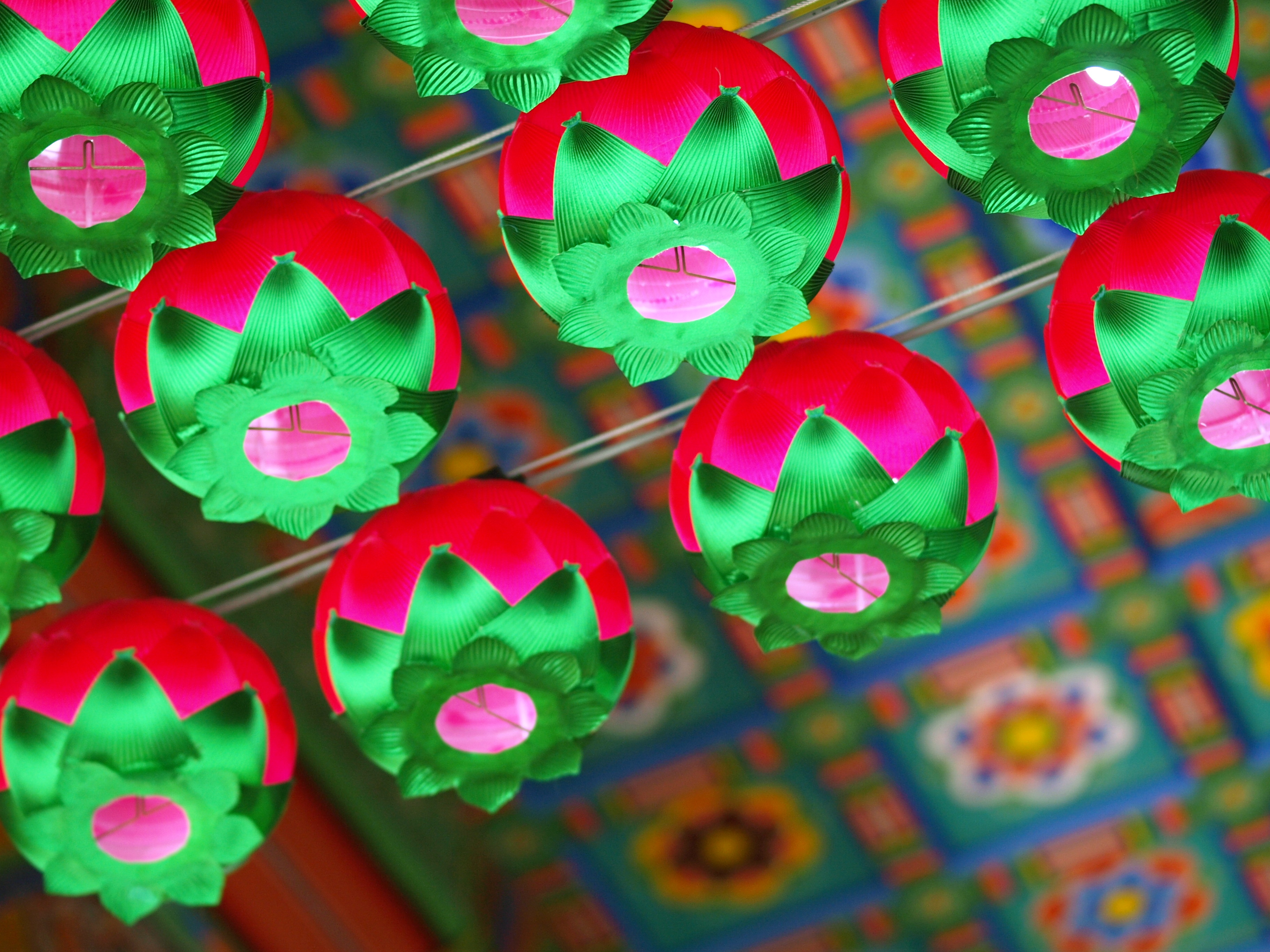